# Annemieke Schollaardt
Annemieke Schollaardt (Amsterdam, 3 mei 1979) is een Nederlands radio-dj voor NPO Radio 2. Ze presenteert sinds 2021 het dagelijkse lunchprogramma Annemiekes A-lunch. Ze verwierf bekendheid door haar radioprogramma's op NPO 3FM.

## Carrière

### Curaçao
Schollaardt vertrok na haar studie Pabo naar Curaçao, aanvankelijk voor enkele weken, uiteindelijk bleef ze er vijf jaar. In deze periode kwam ze via diverse andere baantjes terecht bij het radiostation Dolfijn FM. Enige tijd daarna kon ze op Curaçao aan de slag met een middagprogramma op de radio bij TROS Paradise. 

### NPO 3FM
Eenmaal terug in Nederland ging ze als invaller aan de slag bij de TROS op zaterdag en zondag op 3FM. In 2009 werd ze de vrouwelijke stationvoice van het radiostation. Tussen januari 2008 en maart 2010 presenteerde ze samen met Domien Verschuuren het programma Weekend DNA. Nadat Verschuuren het ochtendprogramma @Work ging presenteren ging Schollaardt alleen verder en werd het programma omgedoopt tot Annemieke Plays. 
In december 2009 werd ze samen met Gerard Ekdom en Giel Beelen opgesloten in het glazen huis van 3FM Serious Request 2009 in Groningen om geld in te zamelen voor een goed doel van het Rode Kruis. Ook was ze medepresentator van het televisieprogramma De Duitsers dat werd uitgezonden in januari en februari 2014 op NPO 3.
Van augustus 2006 tot 1 april 2009 was Schollaardt presentator van het verzoekprogramma Uruzgan FM, speciaal voor militairen die werden uitgezonden naar de Afghaanse provincie Uruzgan en hun thuisfront. 

### NPO Radio 2
Sinds 1 september 2017 presenteerde Schollaardt iedere werkdag op NPO Radio 2 het programma Annemieke's A-lijst. Aanvankelijk zou ze de uren van Rob Stenders overnemen, maar toen na protesten van luisteraars en koortsachtig overleg tussen de omroepbazen en de directie van NPO radio, Stenders en zijn team per maandag 1 januari 2018 mochten terugkeren in de week programmering van maandag tot en met donderdag tussen 14:00 en 16:00 uur, werd het programma van Schollaardt uitgezonden van vrijdag tot en met zondag tussen 14:00 en 16:00 uur. Tevens werd afgesproken dat ze bij afwezigheid elkaars programma zouden overnemen, al is dat in de praktijk niet of nauwelijks het geval geweest. 
Na het vertrek van Stenders en zijn sidekick Caroline Brouwer naar Radio Veronica per 1 maart 2021, werd op maandag 29 maart 2021 door NPO Radio 2 bekendgemaakt dat Schollaardt een nieuw uitzendslot krijgt toebedeeld. Ze zou vanaf 10 mei 2021 elke maandag tot en met donderdag Annemieke's A-lunch presenteren tussen 12:00 en 14:00 uur. Gijs Staverman schoof met het nieuwe programma Gijs 2.4 daardoor op naar de uren die Stenders achterliet. Paul Rabbering en sidekick Cielke Sijben gingen de uren van Schollaardt van vrijdag tot en met zondag overnemen met het eveneens nieuwe middagprogramma de VrijZaZo Show. Hiervan maakt Het Popduel, de langstlopende muziekquiz op de radio, onderdeel uit. Annemiekes A-Lunch kon men later iedere werkdag tussen 12.00 en 14.00u op NPO Radio 2 beluisteren.
Frank van 't Hof nam voorlopig van maandag t/m donderdag de avonduren van 22:00 tot 00:00 voor zijn rekening. Wie dat tijdslot definitief gaat overnemen, was in 2021 nog niet bekend.
Schollaardt zelf presenteerde
Annemiekes A-lijst op zondag 25 april 2021 voor de laatste keer. De laatste twee weken werd de vrijdag en zondag uitzending gepresenteerd door invalster Carolien Borgers en de zaterdag uitzending door invaller Frank van 't Hof. De laatste uitzending van de A-lijst werd op Moederdag, zondag 9 mei 2021 uitgezonden.
Sinds ze bij NPO Radio 2 werkt presenteert ze ook jaarlijks de NPO Radio 2 Top 2000.
Sinds januari 2019 presenteert Schollaardt ook de Wie is de mol? Podcast waarbij ze een kijkje neemt achter de schermen bij het AVROTROS programma.

## Televisie
- De Erfenis (2004) - Secretaresse (tv-serie, 1 afl.)
- Uruzgan FM (2006-2009) - Presentatie
- Serious Request 2009 (2009) - Diskjockey in Glazen Huis
- De Slimste Mens (2013) - Kandidaat
- De Duitsers (2014) - Presentatie
- Serious Request 2015 (2015) - Presentatie
- Pinkpop 2016 (2016) - Presentatie
- Lowlands 2016 (2016) - Presentatie
- Wie is de Mol? (2016) - Kandidaat
- Eyes on the Prize: Douwe Bob op weg naar het Eurovisie Songfestival (2016) - Regie (documentaire)
- Celebrity Stand-Up (2016) - Kandidaat
- Weet Ik Veel (2017) - Kandidaat
- Dokters vs Internet (2017) - Kandidaat
- Top 2000 Quiz (2017) - Kandidaat
- The Big Music Quiz (2017) - Kandidaat
- Songfestival top 50 muziekcafé (2021) - Presentatie
- The Connection (2022) - Kandidaat

## Prijzen
Schollaardt werd in 2007, 2008 en 2009 genomineerd voor een Marconi Award voor aanstormend talent. In 2007 won Schollaardt de Radiobitches Award voor aanstormend talent, in 2008 en 2009 voor beste dj/presentatrice. Op 1 december 2011 won Schollaardt, na al tweemaal eerder genomineerd te zijn, de Zilveren radioster voor beste radiopresentatrice tijdens Het RadioGala van het Jaar.

## Privéleven
Schollaardt trouwde in 2010 met Phil Tilli, voormalig gitarist bij de bands Moke en Tröckener Kecks. In 2012 beviel ze van een dochter. Haar broer is professioneel bridgespeler Maarten Schollaardt, meervoudig Nederlands kampioen.